# 대흥 단씨
대흥 단씨(大興段氏)는 충청남도 예산군 대흥면을 본관으로 하는 한국의 성씨이다.
시조 단기(段璣)는 조선 태조 때 조선에 온 명나라의 사신으로, 명나라에 돌아가지 않고 충청도 대흥에서 20여년을 살다가 생을 마감했다.

## 참고 자료
- “대흥단씨(大興段氏)”. 뿌리를 찾아서.[깨진 링크(과거 내용 찾기)]